# Hydroporus martensi
Hydroporus martensi är en skalbaggsart som beskrevs av Michel Brancucci 1981. Hydroporus martensi ingår i släktet Hydroporus och familjen dykare. Inga underarter finns listade i Catalogue of Life.